# Желдікара
Желдіка́ра (каз. Желдіқара) — село у складі Кербулацького району Жетисуської області Казахстану. Входить до складу Кизилжарського сільського округу.
У радянські часи село називалось Отділення совхоза Сарибулак.
Населення — 33 особи (2021; 126 у 2009, 120 у 1999, 158 у 1989).